# Bergnäsbron
Bergnäsbron är en öppningsbar klaffbro över Lule älv mellan centrala Luleå och Bergnäset. Monberg & Thorsen AB antogs som entreprenör för grundläggning och betongarbeten och AB Motala Verkstad ansvarade för stålkonstruktioner, maskineri och elektrisk utrustning. Bygget av bron pågick under åren 1950–1954, den stod klar 1954 och invigdes av Prins Bertil. Bron var då med en längd på 896,5 meter Sveriges näst längsta bro. Bergnäsbron är fortfarande den längsta bron i Norrbottens län och Sveriges längsta bro norr om Umeå.
Bron har en segelfri höjd på 7,3 meter när den är stängd. Dess körbana är endast sju meter bred, men separata gång- och cykelbanor, tre meter breda, finns på båda sidor om körbanan.
Sedan 1941 finns en bro en bit uppströms, Gäddviksbron. Innan dess var färjelinjen Bergnäset–Luleå den enda förbindelsen över älven, när det inte var is, en färjeförbindelse som hade funnits sedan 1880. Gäddviksbron var dock en stor omväg för de som skulle till eller från Luleå, och många använde ändå färjan. Därför byggdes sedermera Bergnäsbron.

## Bergnäsbron i populärkultur
Bergnäsbron har synts i olika svenska långfilmer och TV-serier, som:
- 6 Points
- Den röda vargen
- Grabben i graven bredvid
- Höök
- Lasse-Majas Detektivbyrå
- Lusten till ett liv
- Populärmusik från Vittula
- Vildängel[2]

2012 släppte artisten Jung albumet Bergnäsbron, efter Bergnäsbron i Luleå.